# Ллойд-Гарбор (Нью-Йорк)
Ллойд-Гарбор (англ. Lloyd Harbor) — селище (англ. village) в США, в окрузі Саффолк штату Нью-Йорк. Населення — 3571 особа (2020).

## Географія
Ллойд-Гарбор розташований за координатами 40°55′17″ пн. ш. 73°26′36″ зх. д. / 40.92139° пн. ш. 73.44333° зх. д. (40.921496, -73.443386).  За даними Бюро перепису населення США в 2010 році селище мало площу 27,61 км², з яких 24,25 км² — суходіл та 3,36 км² — водойми.

## Демографія
Згідно з переписом 2010 року, у селищі мешкало 3660 осіб у 1162 домогосподарствах у складі 1016 родин. Густота населення становила 133 особи/км².  Було 1262 помешкання (46/км²).
Расовий склад населення:
| - 95,3 % — білих - 2,2 % — азіатів - 1,0 % — чорних або афроамериканців - 0,1 % — корінних американців |

До двох чи більше рас належало 1,1 %. Частка іспаномовних становила 3,3 % від усіх жителів.
За віковим діапазоном населення розподілялося таким чином: 29,6 % — особи молодші 18 років, 55,6 % — особи у віці 18—64 років, 14,8 % — особи у віці 65 років та старші. Медіана віку мешканця становила 45,4 року. На 100 осіб жіночої статі у селищі припадало 99,7 чоловіків;  на 100 жінок у віці від 18 років та старших — 99,6 чоловіків також старших 18 років.
Середній дохід на одне домашнє господарство  становив 332 442 долари США (медіана — 202 292), а середній дохід на одну сім'ю — 344 368 доларів (медіана — 217 708). За межею бідності перебувало 3,3 % осіб, у тому числі 5,3 % дітей у віці до 18 років та 0,0 % осіб у віці 65 років та старших.
Цивільне працевлаштоване населення становило 1351 особа. Основні галузі зайнятості: освіта, охорона здоров'я та соціальна допомога — 22,8 %, фінанси, страхування та нерухомість — 21,4 %, науковці, спеціалісти, менеджери — 19,4 %.